# Endesa Termic

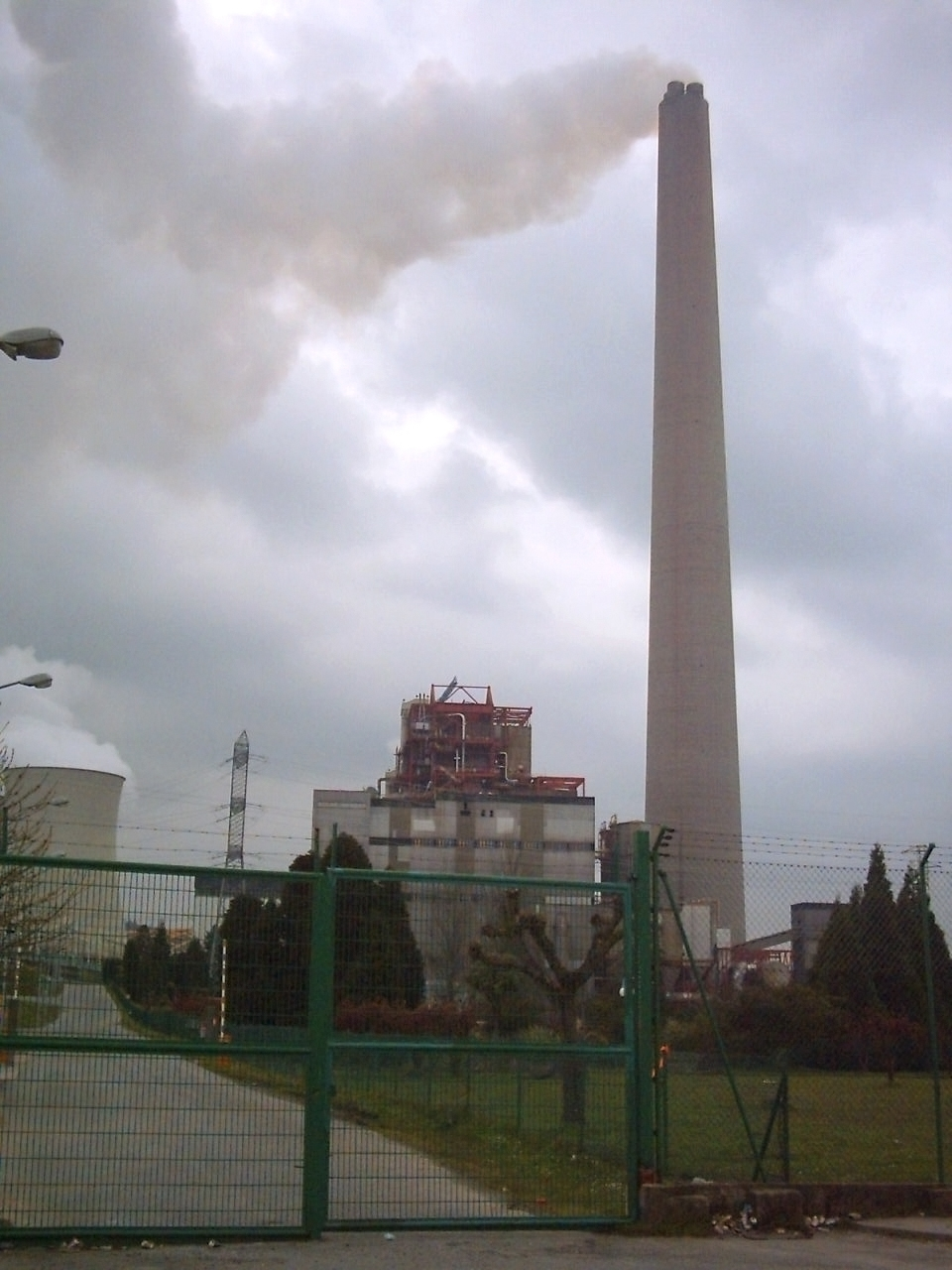
Endesa Termic

Der Endesa Termic ist ein 356 Meter hoher Schornstein des Kohlekraftwerks in As Pontes de Garcia Rodriguez in der spanischen Provinz A Coruña. Der Endesa Termic wurde 1974 vom spanischen Energieversorger Endesa errichtet und gehört zu den höchsten Schornsteinen in Europa.